# Jonas Reinhardt
Jonas Reinhardt (* 30. Juli 1998 in Bad Kreuznach) ist ein deutscher Volleyball- und Beachvolleyballspieler.

## Karriere Halle
Reinhardt begann seine Karriere beim heimischen VC 2000 Bad Kreuznach, wo er von seinem Vater trainiert wurde. Von 2014 bis 2016 spielte er außerdem mit einem Doppelspielrecht beim Volleyball-Internat Frankfurt in der 2. Bundesliga Nord. 2016/17 war Reinhardt beim TuS Gensingen und bei der TG Rüsselsheim II in der 2. Bundesliga Süd aktiv. Von 2018 bis Dezember 2020 spielte der Außenangreifer beim Ligakonkurrenten TGM Mainz-Gonsenheim und wurde hier in seiner ersten Saison Dritter. Nachdem der Spielbetrieb in der 2. Bundesliga am 14. Dezember 2020 coronabedingt pausiert wurde, wechselte Reinhardt zum Erstligisten United Volleys Frankfurt.

## Karriere Beach
Reinhardt spielte von 2013 bis 2017 mit Tobias Brand, Niklas Stooß und anderen auf diversen Nachwuchsmeisterschaften. Seit Juli 2017 bildet er ein festes Duo mit Brand. Bei der Techniker Beach Tour 2018 überstanden Brand/Reinhardt in Düsseldorf erstmals die Qualifikation. Später folgten mehrere neunte Plätze. Bestes Ergebnis für Brand/Reinhardt auf der Techniker Beach Tour 2019 war ein zweiter Platz in Sankt Peter-Ording. Bei der deutschen Meisterschaft in Timmendorfer Strand belegten sie Platz neun. 2020 traten Brand/Reinhardt bei drei Qualifikationsturnieren für die deutsche Meisterschaft an, die sie aber knapp verpassten.
2021 belegte Reinhardt mit dem Kieler Milan Sievers bei den Qualifiers für Timmendorfer Strand in Düsseldorf die Plätze neun und zwei sowie in Stuttgart zweimal Platz fünf. Bei der deutschen Meisterschaft belegten sie den 13. Platz. Im darauffolgenden Jahr gelang dem Team der Sprung auf Rang drei bei der deutschen Meisterschaft.
2023 spielte Reinhardt mit vorwiegend mit Armin Dollinger auf der German Beach Tour. Dollinger/Reinhardt qualifizierten sich für die deutsche Meisterschaft in Timmendorfer Strand. 2024 spielte Reinhardt wieder mit Sievers. Auf der German Beach Tour hatten die beiden durchweg Spitzenplatzierungen, darunter zwei Turniersiege in Bremen und in Heidelberg. Bei der deutschen Meisterschaft erreichten sie Platz neun. 2025 spielt Reinhardt an der Seite von Robin Sowa.